# کوکب (گیاه)
کوکب (نام علمی: Dahlia pinnata) نام یک گونه از سرده کوکب است.

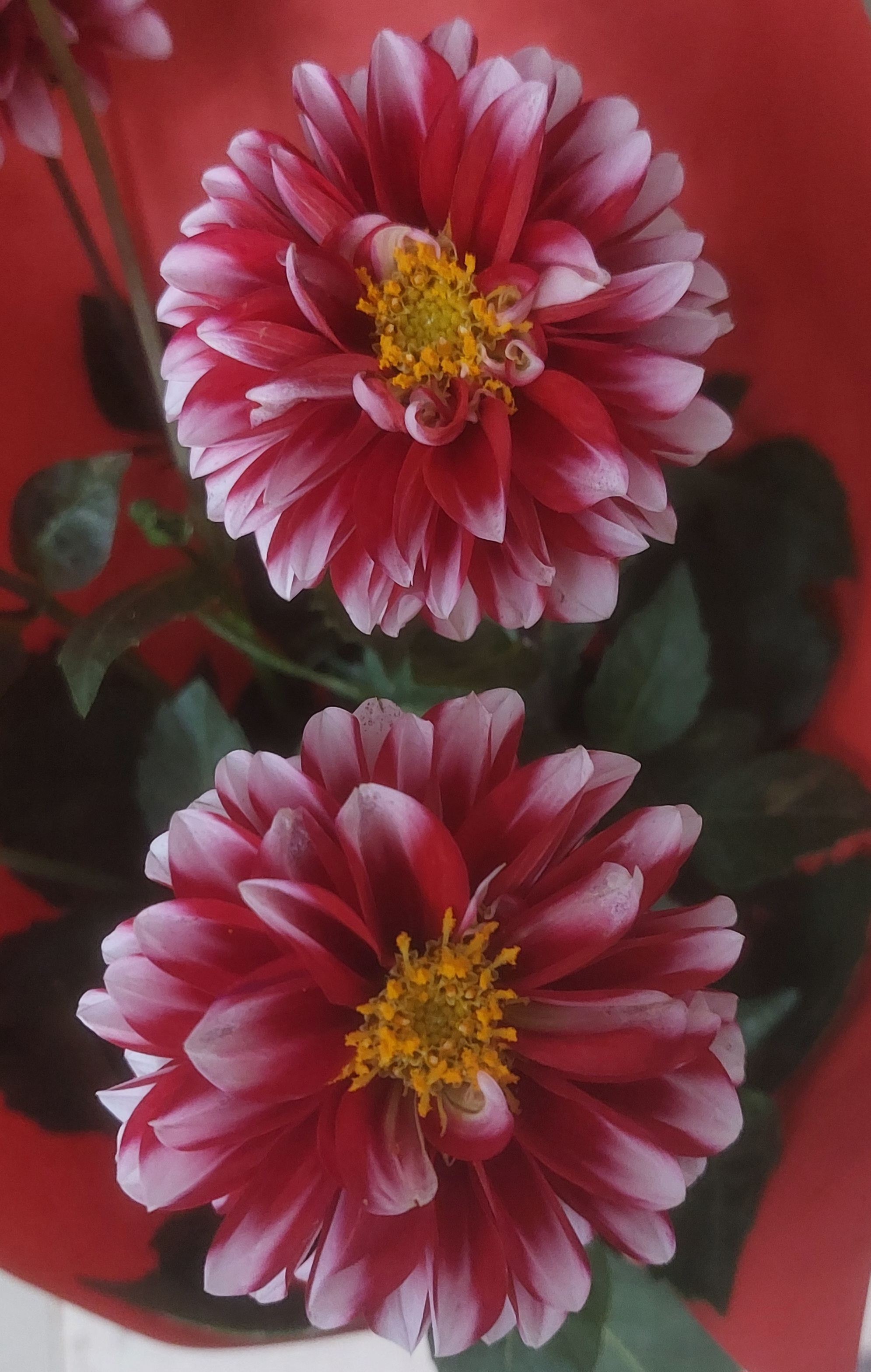
گل‌های کوکب

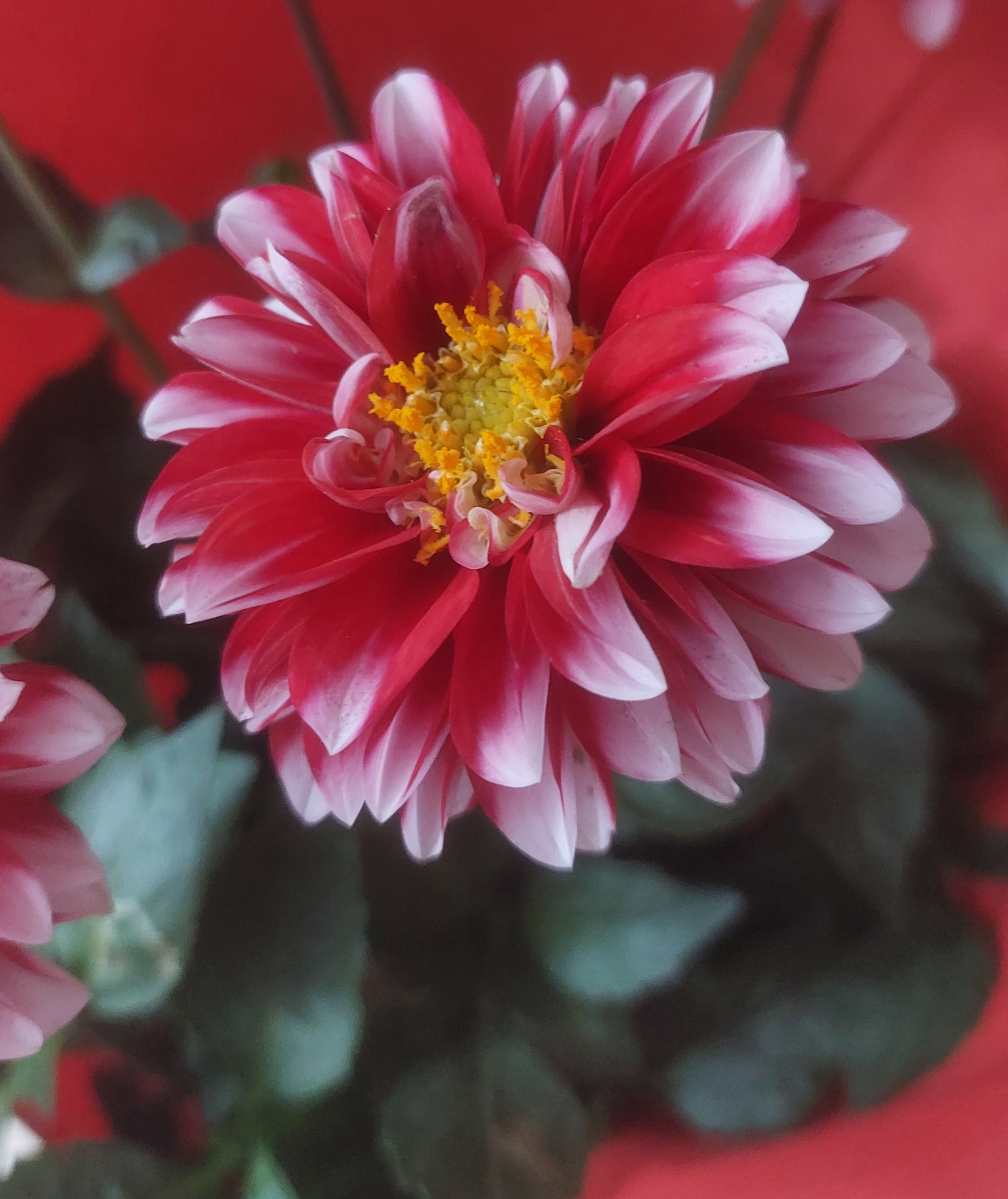
گل کوکب